# 제7기동군단 강습대대
강습대대(降襲大隊, Air Assault Battalion)는 제7기동군단 예하에 있는 대한민국 육군의 공중강습 대대이다. UH-60 블랙 호크와 CH-47 치누크 등의 군용 수송기로 빠르게 전개하기 위해, 1993년 12월 31일에 제707특공연대를 해체하고 전시에 북한으로 진격하는 제7기동군단의 임무에 맞게 1994년 1일 1일에 제7강습대대로 창설되었다. 2019년 12월 1일에 2개 대대인 제1, 2강습대대로 분리되었다.

## 부대
| - 대대 본부 - 본부중대 "사자" - 제1중대 "폭풍" - 제2중대 "표범" - 전투지원중대 "흑룡" | - 대대 본부 - 본부중대 - 제1중대 - 제2중대 - 제3중대 "천마" - 화기중대 |

## 계보
제1강습대대
- 1988년 6월 1일, 제707특공연대
- 1994년, 제7강습대대
- 2019년 12월 1일, 제1강습대대

제2강습대대
- 2019년 12월 1일, 제2강습대대